# Józef Stefan z Ghosty
Józef Stefan z Ghosty (ur. prawdopodobnie w 1729, zm. 22 kwietnia 1793) – duchowny katolicki kościoła maronickiego, w latach 1766–1793 63. patriarcha tego kościoła - "maronicki patriarcha Antiochii i całego Wschodu".